# Cosmia unicolor
Cosmia unicolor är en fjärilsart som beskrevs av Otto Staudinger 1892. Cosmia unicolor ingår i släktet Cosmia och familjen nattflyn. Inga underarter finns listade i Catalogue of Life.